# Fouchy
 Fouchy (en alsacià Grüeb, alemany Grube im Weilertal) és un municipi francès, situat a la regió del Gran Est, al departament del Baix Rin. L'any 1999 tenia 544 habitants.
Forma part del cantó de Mutzig, del districte de Sélestat-Erstein i de la Comunitat de comunes de la Vall de Villé.

## Demografia
| 1962 | 1968    | 1982 | 1990 | 1999 |
| ---- | ------- | ---- | ---- | ---- |
| 533  | 4861975 | 482  | 509  | 568  |

## Administració
| Període | Identitat    | Partit |
| ------- | ------------ | ------ |
| 2001-   | Laurent Gass |        |